# Коссеїт
Коссеї́т (каз. Қоссейіт) — село у складі Шардаринського району Туркестанської області Казахстану. Адміністративний центр та єдиний населений пункт Коссеїтського сільського округу.
У радянські часи село називалось Восход.
Населення — 5578 осіб (2021; 4657 у 2009, 4176 у 1999, 3777 у 1989).